# Scarabaeus lucidulus
Scarabaeus lucidulus là một loài bọ cánh cứng trong họ Bọ hung (Scarabaeidae).